# Wodzisław Śląski (stacja kolejowa)
Wodzisław Śląski – stacja kolejowa położona w Wodzisławiu Śląskim otwarta dla ruchu w 1882 roku. Przy ul. Dworcowej znajduje się dworzec pochodzący z 1882, który w latach 2017–2019 przeszedł remont generalny. W otoczeniu dworca znajduje się nieczynna już i zdewastowana wieża ciśnień oraz pompa. Dodatkowe tory są zdatne do eksploatacji.

## Ruch pasażerski
| Rok  | Wymiana pasażerska na dobę |
| ---- | -------------------------- |
| 2017 | 500-699                    |
| 2022 | 700-999                    |
| 2023 | 700-999                    |

Wodzisław Śląski posiada nastawnie: WSA (dysponująca od strony Rybnika) oraz WSB (dysponująca od strony Chałupek) oraz nieczynną lokomotywownię a dawniej również zakład napraw wagonów towarowych. Posiadał również nastawnie WSA-1 (wykonawcza od strony Rybnika).
Stacja jest ważnym węzłem towarowym  na trasie Katowice-Bogumin oraz dla pobliskich kopalni węgla kamiennego oraz koksowni w Radlinie.

## Historia
Historia kolei żelaznej w Wodzisławiu sięga drugiej połowy XIX w. Mieszczanie wodzisławscy chcieli uzyskać połączenie kolejowe z Katowicami i Raciborzem jednak z pominięciem Rybnika. W 1861 roku królewskie władze rządowe wyraziły zgodę na budowę szosy z Wodzisławia przez Radlin Dolny, Obszary, Biertułtowy do dworca kolejowego Czernica (obecnie Rydułtowy). Ukończono ją po kilku latach i odtąd Wodzisław miał samodzielne połączenie z koleją zarówno do Katowic jak i Raciborza. W 1882 roku droga ta straciła na znaczeniu w wyniku zakończenia budowy szerokotorowej linii kolejowej z Wodzisławia do Niedobczyc. W tym samym roku miasto uzyskało połączenie poprzez Chałupki z węzłem kolejowym w Boguminie. Dalsza rozbudowa linii kolejowej doprowadziła do połączenia Jastrzębia z Wodzisławiem a dalej z Orzeszem. W roku 2017 stacja obsługiwała 200–299 pasażerów na dobę. W 2018 obsłużyła już pomiędzy 500 a 699 pasażerów na dobę. W 2019 obsługiwała pomiędzy 700 a 999 pasażerów na dobę.

## Połączenia kolejowe
W Wodzisławiu Śląskim kursują zarówno lokalne pociągi regionalne jak i dalekobieżne i międzynarodowe. W 2022 roku kursują pociągi pośpieszne PKP Intercity do  Wiednia, Grazu, Warszawy, Gdyni Przemyśl, Pragi oraz pociąg osobowe przewoźnika Koleje Śląskie do Oświęcimia, Katowic Rybnika, Chałupek i Pszczyny

## Marsz śmierci 1945
W styczniu 1945 roku do stacji kolejowej Wodzisław (wtedy Loslau) dotarł marsz śmierci z obozów w Oświęcimiu. Wodzisław był główną stacją docelową dla ewakuacji więźniów, gdyż tędy prowadzi szlak w kierunku utrzymywanych przez Niemców Moraw. Więźniów transportowano następnie wagonami towarowymi w kierunku Austrii i Niemiec przez Bogumin i Ostrawę.

## Galeria

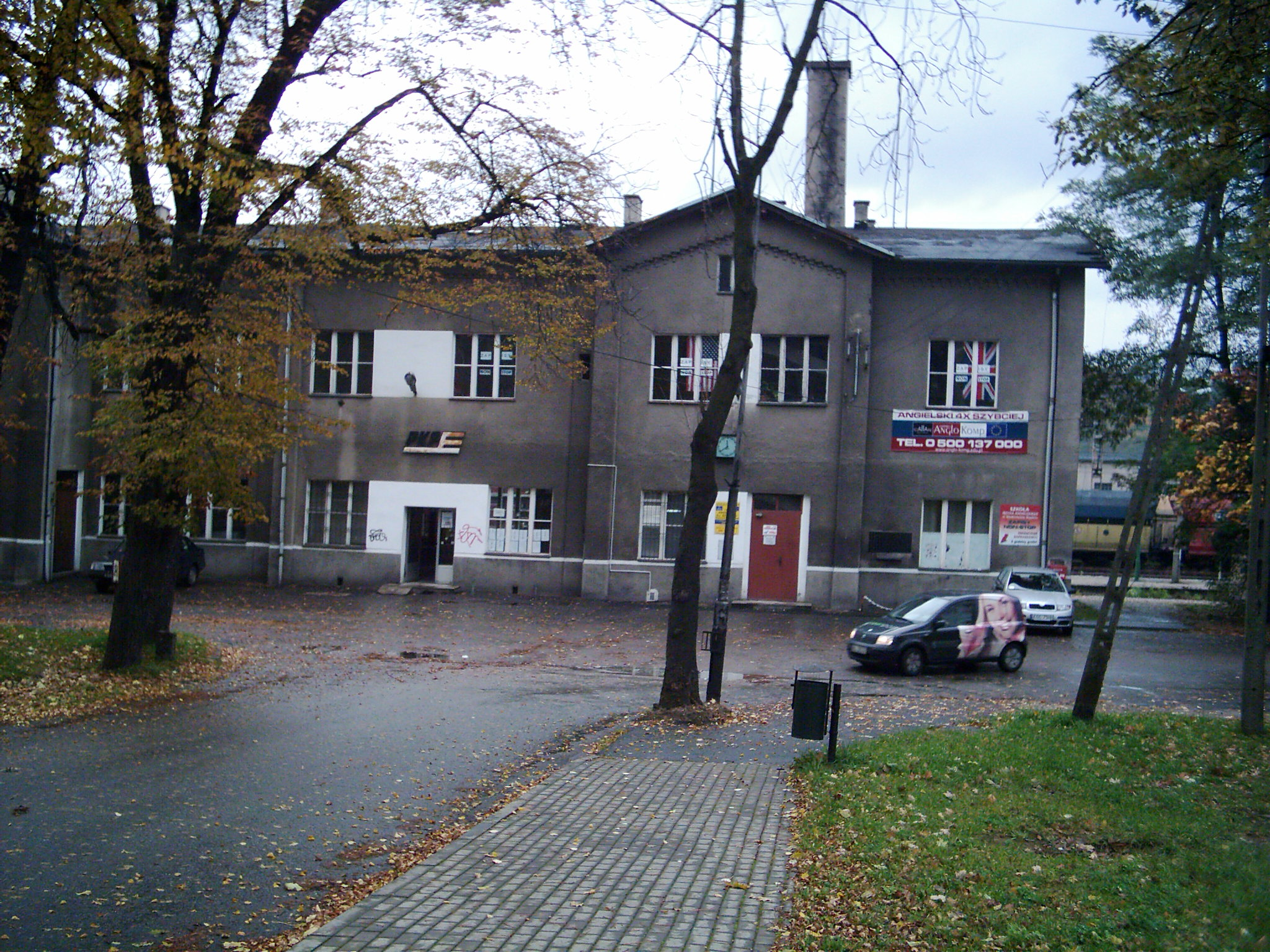
Widok na budynek dworca przed remontem generalnym
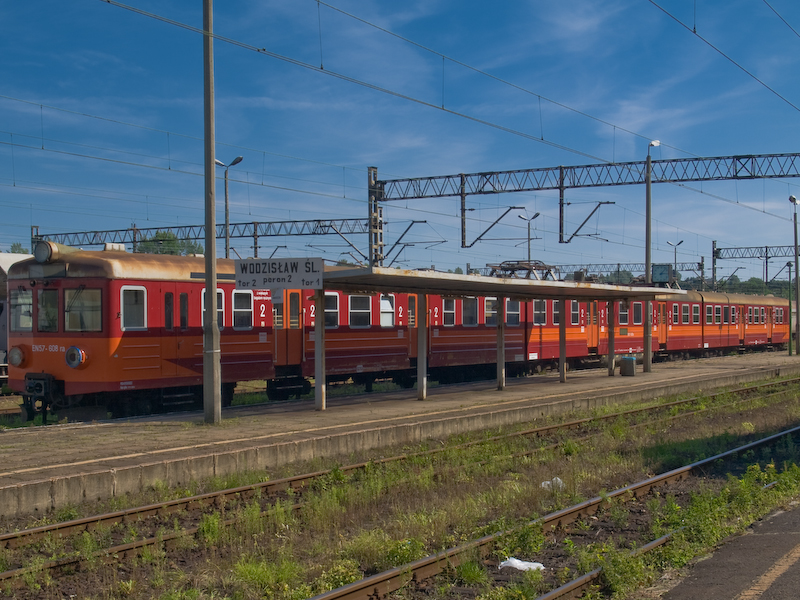
Jednostka EN57 oczekuje na peronie 2 na stacji kolejowej w Wodzisławiu Śląskim.
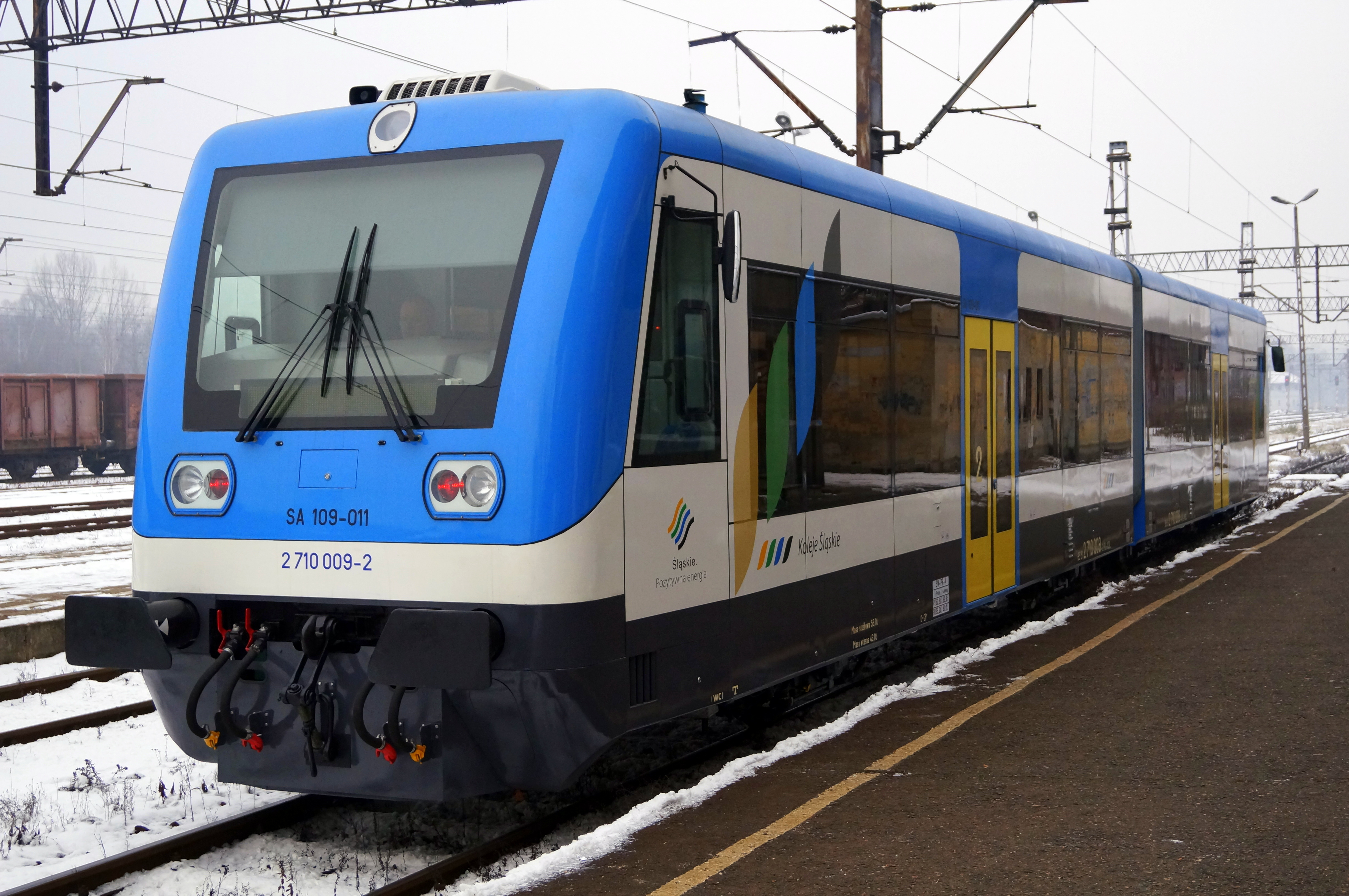
Kolzam RegioVan na stacji kolejowej w Wodzisławiu Śląskim.
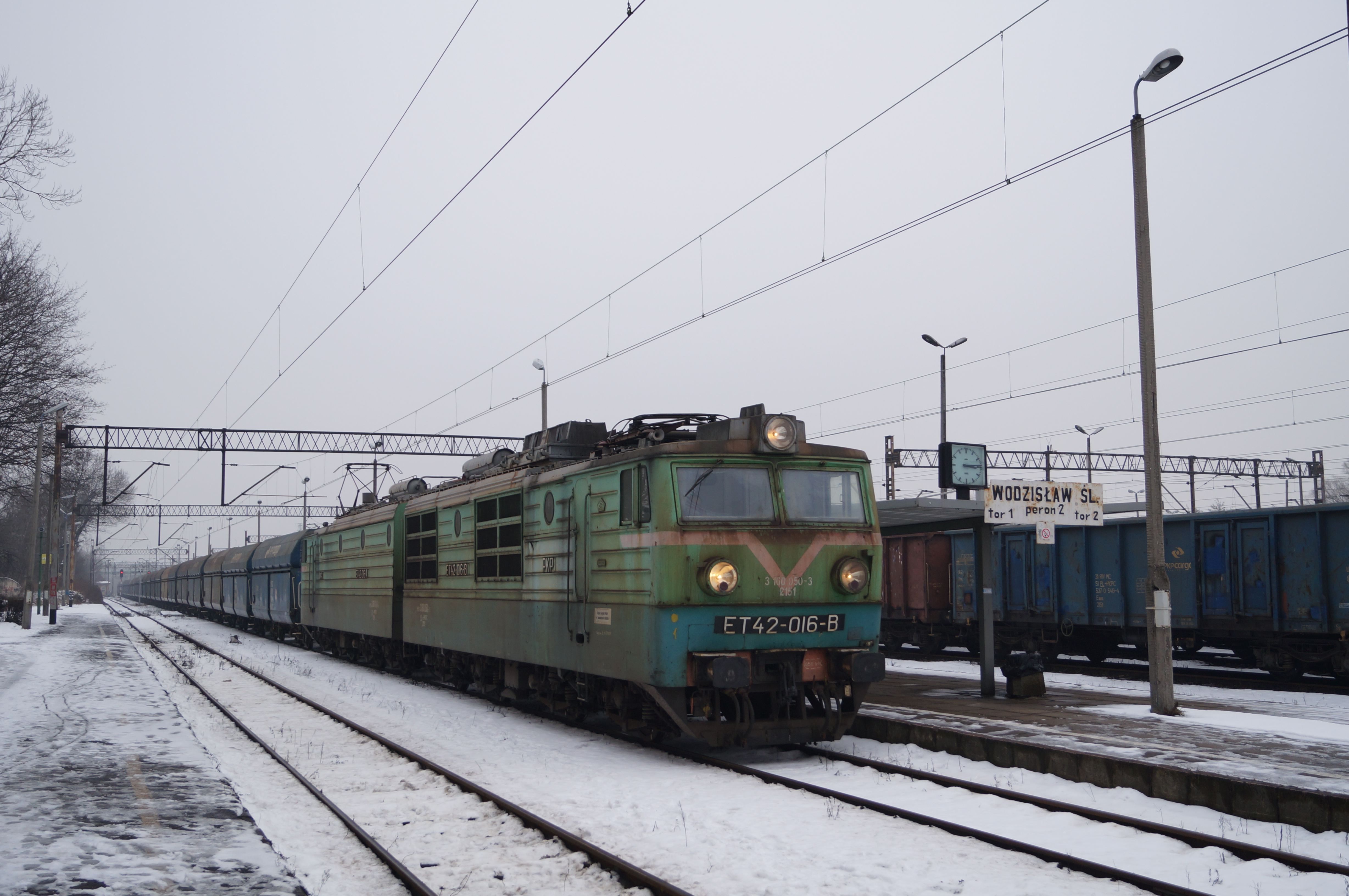
ET42 ze składem węglarek przejeżdża przez stację Wodzisław Śląski i udaje się w kierunku Olzy